# Mauerstraße 24, 26
Das Haus Mauerstraße 24, 26 ist ein Bauwerk in Darmstadt.

## Geschichte und Beschreibung
Das Haus Mauerstraße 24, 26 wurde um das Jahr 1864 nach Plänen des Militärbaurats Ludwig Weyland erbaut.
Das Gebäude diente als „Brot- und Mehlmagazin“ für das in der Magdalenenstraße benachbarte „Großherzogliche Proviantamt“.
Stilistisch gehört das mit 22 Metern tief ins Blockinnere reichende, schmucklose Bauwerk zum Spätklassizismus.
Das freistehende, giebelständige Gebäude besitzt Außenwände aus Naturstein.
Um das Jahr 1900 wurde das Bauwerk privatisiert.
Die Lagergeschosse wurden in der Folge zu Wohnungen umgebaut.
Weitgehend unverändert ist das äußere Erscheinungsbild des Hauses.

## Denkmalschutz
Das Anwesen ist ein typisches Beispiel für den spätklassizistischen Baustil in Darmstadt.
Aus architektonischen und stadtgeschichtlichen Gründen steht das Bauwerk unter Denkmalschutz.